# Demons (musikgrupp)
"Demons" är en svensk rockgrupp. Deras musikaliska stil har beskrivits som garagepunk och punkrock, och har även kallats punk'n'roll. Bandet använder citationstecken för att skilja sig från andra band med liknande namn.
Med skivor som Electrocute och "Demons"... Come Bursting Out! etablerade de sig på nittiotalets punkscen i Sverige. "Demons" själva medger också att de blivit påverkade av powerpop och lyriskt av blues och country.

## Historia
"Demons" bildades 1995 och medverkade 1996 på samlingen Another Real Cool Time - Distorted Sounds From The North. Debutsingeln "Electrocute" släpptes på Ruff Nite Records i Philadelphia. Under 1998 släpptes sexspårs-ep:n "Demons"... Come Bursting Out!. Den spelades in i Sunlight Studio med Tomas Skogsberg. Plattan genererade intresse i USA och "Demons" skrev på för Gearhead Records 1999. De släppte debutalbumet Riot Salvation år 2000.
I september 2001 gav sig "Demons" av på sin första USA-turné, som ursprungligen skulle inbegripa andra band som dock hoppade av turnén efter 11 september-attackerna vilket ledde till att "Demons" fick genomföra turnén ensamma. I mars 2002 åkte gruppen över för andra gången och för att spela på SXSW. Detta var också första gången de turnerade från kust till kust. Efter att de återvänt började de arbeta på uppföljaren, Stockholm Slump, också den här gången med Tomas Skogsberg.
Stockholm Slump släpptes i september 2002 och bandet åkte på ännu en kust till kust-turné tillsammans med New Bomb Turks. Under 2003 och början av 2004 spelade "Demons" endast i Europa och släppte "Demons" Demonology – If You Can't Join Us Beat Us, en titel som refererade till gruppens kompromisslösa inställning. Albumet innehöll låtar från samlingar och andra svåråtkomliga spår och blev det sista på Gearhead Records. En lång USA-turné följde. "Demons" släppte också dubbel-cd-samlingen R!ot In Japan för den japanska marknaden. Gruppen reste till Japan i april för en kort turné.
I slutet på året tog TJ, eller Tristan Jeanneau, över på bas och bandet började arbeta på nytt material. Innan inspelningen av EP:n (Her Name Was) Tragedy bestämde sig gitarristen Stefan Jonsson för att ta en paus och senare sluta av personliga orsaker. "Demons" fortsatte som trio. EP:n blev försenad, men släpptes i slutet av 2006 och bandet började turnera igen.
Kort efter detta började inspelningarna för vad som skulle bli albumet Ace In The Hole. Bandet beslöt sig för att dela upp arbetet i fyra sessioner förlagda till höst, vinter, vår och sommar med en turné mitt emellan. Ace In The Hole mixades och släpptes i september 2008.
Under denna period spelade The Hellacopters in en coverversion av "Demons" första singel "Electrocute" för sitt avskedsalbum Head Off. "Demons" blev inbjudna som förband på gruppens avskedsturné, The Tour Before The Fall. Gruppen öppnade på de sista tolv konserterna och medverkade även på en avskedskväll på Debaser tillsammans med bland andra The Robots, The Turpentines, Royal Cream och The Nomads.
Ace In The Hole släpptes i övriga Europa i februari 2009 och följdes av en Italienturné. En singel, "My Bleeding Heart", släpptes också för Italienmarknaden i ett samarbete med Tornado Ride Records. Ace In The Hole fick strålande kritik i Europa, framför allt i Tyskland och singeln hyllades i svenska Denimzine.

## Medlemmar
Nuvarande medlemmar
- Mathias "Hep Cat Matt" Carlsson – gitarr, sång
- Micke Jacobsson – trummor, sång
- Tristan "TJ" Jeanneau – basgitarr, sång

Tidigare medlemmar
- Stefan Jonsson – gitarr (1995–2005)
- Mathias "Muffins" Brink – basgitarr (1995–2004)

## Diskografi
Studioalbum
- 2000 – Riot Salvation (Gearhead Records RPM 018) (LP/CD)
- 2002 – Stockholm Slump (Gearhead Records RPM 032) (LP/CD)[8][9]
- 2008 – Ace In The Hole (Alaska Productions Roaar CD002) (CD/LP)[2][10]
- 2010 – Scarcity Rock (Alaska Production Roaar LP003) (LP/CD)

EP
- 1998 – Demons ...Come Burst!ng Out! (Steer Records 10.001) (10" vinyl) (åter släppt av Gearhead Records på CD och 12" vinyl september 2000)
- 2006 – (Her Name Was) Tragedy (Alaska Productions/Swedish Punks RAM 001) (CD)

Singlar
- 1997 – "Electrocute" (Ruff Nite Records RNR 007) (7" vinyl)
- 2009 – "My Bleeding Heart" (Tornado Ride) (7" vinyl)

Samlingsalbum
- 2004 – Demonology – If You Can't Join Us Beat Us (Gearhead Records RPM 042) (CD)
- 2004 – R!ot In Japan (Ryow-Ken Record FZCY-9001/2) (2CD)

Samlingsalbum (div. artister)
- 1996 – Another Real Cool Time – More Distorted Sounds From The North (Fuzzbomb Records Fuzz 001) (CD)
- 1997 – Hell On Earth – Hail To Misfits (Tribute Records Tr 004, åter släppt i USA av Cleopatra 2000) (CD)
- 1997 – Stranded In A Dolls House – A Tribute To Johnny Thunders And Jerry Nolan (Hurtin' Records 005) (CD)
- 1998 – Weired, Waxed And Wired (Radio Blast Records RBO 19) (CD)
- 1999 – Swedish Sins '99 (White Jazz Records Jazz 014) (CD)
- 2000 – Flattery-A Tribute To Radio Birdman Vol 2 (NoMango Records Mark Ivb/fr-016b) (CD)
- 2000 – Riot On The Rocks Vol 2 (Safety Pin Records Sprotrcd 002) (CD)
- 2003 – Smash Up Derby (Gearhead Records RPM 041) (CD)
- 2004 – The Thingmaker (Gearhead Records RPM 051) (CD)
- 2006 – Welcome To Gearhead Country (Gearhead Records RPM 061) (CD)
- 2007 – Flattery – A Tribute To Radio Birdman Vol 3 (NoMango Records Mark Ivc/fr-016c) (CD)
- 2009 – Bootleg Series Vol 1 (Up North/Downunder) (Bootleg Booze - Booze 024) (LP)